# Space Boogie: Smoke Oddessey
Space Boogie: Smoke Oddessey – trzeci, po Kuruption! (1998) i Tha Streetz Iz a Mutha (1999), studyjny album rapera Kurupta (Young Gotti), wydany 17 lipca 2001 roku nakładem Artemis Records.

## Lista utworów
1. "Blast Off (Intro)"
2. "Space Boogie" Featuring Nate Dogg
  - Produced by Fredwreck
3. "Hate On Me" Featuring Soopafly & Damani
  - Produced by Soopafly
4. "On Da Grind" Featuring Daz Dillinger
  - Produced by Daz Dillinger
5. "It's Over" Featuring Natina Reed
  - Produced by Christopher Arms & Darrin Lockings
6. "Can't Go Wrong" Featuring DJ Quik & Butch Cassidy
  - Produced by DJ Quik
7. "On, Onsite" Featuring Lil' 1/2 Dead
  - Produced by Fredwreck
8. "Sunshine" Featuring Jon B
  - Produced by Jon B
9. "The Hardest..." Featuring Xzibit, Nate Dogg & MC Ren
  - Produced by Fredwreck
10. "Gangsta's" Featuring Daz Dillinger
  - Produced by Daz Dillinger & Mike Dean
11. "Bring Back That G..." Featuring Snoop Dogg & Goldie Loc
  - Produced by Fredwreck
12. "Lay It On Back" Featuring Fred Durst, DJ Lethal & Nate Dogg
  - Produced by Fredwreck
13. "Just Don't Give A..." Featuring DJ Lethal
  - Produced by DJ Lethal
14. "At It Again"
  - Produced by Damizza
  - Additional vocals by Fingazz
  - Samples "Just Got Paid" by Johnny Kemp
15. "Kuruption" Featuring Everlast
  - Produced by Fredwreck
16. "Da World" Featuring Daz Dillinger
  - Produced by Fredwreck
17. "Bitches" Featuring Roscoe & Butch Cassidy (utwór dodatkowy)
  - Produced by Damizza